# Thrinchostoma telekii
Thrinchostoma telekii är en biart som beskrevs av Blüthgen 1930. Thrinchostoma telekii ingår i släktet Thrinchostoma och familjen vägbin. Inga underarter finns listade i Catalogue of Life.